# لی نینگ
لی نینگ ورزشکار مرد رشتهٔ ژیمناستیک اهل کشور چین است. وی در بین سال‌های ‎۱۹۸۴ میلادی در مسابقات بازی‌های المپیک تابستانی در مجموع ۶ مدال، شامل ۳ مدال طلا و ۲ نقره و ۱ برنز را کسب کرد.